# Comment on écrit l'histoire
Comment on écrit l'histoire. Essai d'épistémologie est un ouvrage de l'historien français Paul Veyne publié en 1971. Il s'agit d'un ouvrage d'épistémologie historique s'inscrivant dans la lignée des travaux d'Henri-Irénée Marrou (en particulier, De la connaissance historique, 1954). Prenant ses distances avec le marxisme et le structuralisme alors dominants, Veyne s'appuie particulièrement sur la méthode élaborée par le sociologue allemand Max Weber qu'il considère davantage comme un historien.

## Commentaire
François Bédarida rappelle qu'à sa sortie en 1971 le livre de Paul Veyne était « provocant » et « récusait fondamentalement les certitudes du moment quant à la scientificité enfin promise à l'histoire par la série, la quantification et l'ordinateur ». Pour Dominique de Courcelles en 2008, ce livre est devenu un « classique ».
À propos de Comment on écrit l'histoire, Guy Bourdé et Hervé Martin observaient en 1983 que cet ouvrage « est venu remplir un creux théorique, en un temps où régnaient dans notre discipline les chiffres, les courbes et les reconstitutions globales de vastes ensembles sociaux, souvent inspirées par le marxisme ». Ils ajoutent également que
« Face à ces historiens conquérants, Paul Veyne va tenir le discours traditionnel de l'humanisme occidental, en le teintant fortement de scepticisme. Humaniste, il fait droit au sujet historien qu'il voit avant tout comme un narrateur, un romancier du vrai. Sceptique, il fait preuve d'une défiance totale envers toutes les tentatives de conceptualisation new-look, qu'elles soient de type structuraliste ou marxiste ».
« Événement plutôt isolé dans l'historiographie française, Comment on écrit l'histoire de Veyne propose d'unir un abaissement scientifique de l'histoire et de ses prétentions explicatives à une apologie de la notion d'intrigue et de sa capacité narrative » analyse l'universitaire Marta Cichocka en rapprochant sa réflexion de celle de Paul Ricœur sur le récit. Pour l'universitaire québécoise Johanne Villeneuve « il faut revenir à l'épistémologie de Paul Veyne, dans Comment on écrit l'histoire, pour voir la notion d'intrigue nourrir explicitement la théorie de l'histoire ».

## Table des matières
- Première partie : L'objet de l'histoire
  - I. Rien qu'un récit véridique
  - II. Tout est historique, donc l'histoire n'existe pas
  - III. Ni faits, ni géométral, mais des intrigues
  - IV. Par pure curiosité pour le spécifique
  - V. Une activité intellectuelle

- Deuxième partie : La compréhension
  - VI. Comprendre l'intrigue
  - VII. Théories, types, concepts
  - VIII. Causalité et rétroaction
  - IX. La conscience n'est pas à la racine de l'action

- Troisième partie : Le progrès de l'histoire
  - X. L'allongement du questionnaire
  - XI. Le sublunaire et les sciences humaines
  - XII. Histoire, sociologie, histoire complète

## Notice bibliographique
- Comment on écrit l'histoire. Essai d'épistémologie, Paris, Éditions du Seuil, « L'Univers historique », 1971 ; rééd. Seuil, « Points histoire », 1996.  (ISBN 2020287781)

## Comptes rendus
- Raymond Aron, « Comment l'historien écrit l'épistémologie : à propos du livre de Paul Veyne », dans Annales. Histoire, Sciences sociales, 26e année, n° 6, 1971, p. 1319-1354. [lire en ligne]